# 부분정규 부분군
군론에서 부분정규 부분군(部分正規部分群, 영어: subnormal subgroup)은 정규 부분군을 거듭하여 취하여 얻을 수 있는 부분군이다.

## 정의
군 {\displaystyle G}의 부분군 {\displaystyle H\leq G}에 대하여,
{\displaystyle H=H_{0}\vartriangleleft H_{1}\vartriangleleft H_{2}\vartriangleleft \cdots \vartriangleleft H_{n}=G}
인 {\displaystyle G}의 부분군의 열 {\displaystyle (H_{0},H_{1},\dots ,H_{n})}이 존재한다면, {\displaystyle H}를 {\displaystyle G}의 부분정규 부분군이라고 한다. 이는
{\displaystyle H\vartriangleleft \vartriangleleft G}
로 표기한다.

## 성질
부분정규 부분군 관계는 자명하게 추이적이다. (반면, 정규 부분군의 정규 부분군은 정규 부분군이 아닐 수 있다.) 유한 개의 부분정규 부분군의 교집합은 부분정규 부분군이다. 군 {\displaystyle G}의 부분정규 부분군들의 (포함 관계에 따른) 부분 순서 집합이 오름 사슬 조건을 만족시킨다면 (예컨대 유한군이나 뇌터 군은 이를 만족한다), {\displaystyle G}의 유한 개의 부분정규 부분군 {\displaystyle H_{1},\dots ,H_{n}\vartriangleleft \vartriangleleft G}을 포함하는 최소의 부분군 {\displaystyle \langle H_{1}\cup \cdots \cup H_{n}\rangle \vartriangleleft \vartriangleleft G}은 부분정규 부분군이다.
유한군 {\displaystyle G} 및 부분군 {\displaystyle H\leq G}에 대하여, 다음 조건들이 서로 동치이다.
- {\displaystyle H}는 {\displaystyle G}의 부분정규 부분군이다.
- (케겔-빌란트 추측, 영어: Kegel–Wielandt conjecture) 임의의 소수 {\displaystyle p} 및 {\displaystyle G}의 쉴로브 {\displaystyle p}-부분군 {\displaystyle S}에 대하여, {\displaystyle H\cap S}는 {\displaystyle H}의 쉴로브 {\displaystyle p}-부분군이다.[2][3]
- 임의의 부분군 {\displaystyle K\leq G}에 대하여, 집합 {\displaystyle HK=\{hk\colon h\in H,\;k\in K\}}의 크기는 {\displaystyle G}의 크기를 나눈다.[3]

## 역사
케겔-빌란트 추측은 1991년 피터 브라운 클라이드먼(영어: Peter Brown Kleidman)이 증명하였다. 클라이드먼의 증명은 유한 단순군의 분류와 부분군 구조를 사용한다.

## 같이 보기
- 특성 부분군

## 참고 문헌
1. ↑  Robinson, Derek S. (1965). “Joins of subnormal subgroups”. 《Illinois Journal of Mathematics》 (영어) 9: 144–168. ISSN 0019-2082. MR 0170953. Zbl 0135.04805.
2. 1 2  Kleidman, Peter B. (1991). “A proof of the Kegel-Wielandt conjecture on subnormal subgroups”. 《Annals of Mathematics. Second Series》 (영어) 133 (2): 369–428. doi:10.2307/2944342. ISSN 0003-486X. JSTOR 2944342. MR 1097243. Zbl 0726.20012.
3. 1 2  Levy, Dan (2022). “The size of a product of two subgroups and subnormality”. 《Archiv der Mathematik》 (영어) 118 (4): 361–364. doi:10.1007/s00013-022-01710-8. ISSN 0003-889X. MR 4403171. Zbl 1523.20030.